# Château de la Chetardière
Le château de la Chetardière est un château situé à Sainte-Gemmes-d'Andigné, en France.

## Localisation
Le château est situé dans le département français de Maine-et-Loire, sur la commune de Sainte-Gemmes-d'Andigné, au sud-ouest de Segré. Il se trouve à l'ouest du village, rive sud de la Verzée.

## Description
Logis rectangulaire de 5 travées, élevé d'un étage et d'un comble mansardé ajouré de grandes lucarnes, accolé de deux pavillons plus bas en légère avancée, de 3 travées chacun en façade, également mansardés et ajourés. Les ouvertures sont vitrées à petits carreaux. Le décor intérieur date du XIXe siècle.
Type de demeure rurale du XVIIIe siècle, il est accompagné d'une "composition paysagère autour du château, comprenant jardin clos de murs, grandes allées plantées, communs..." et un vivier.

## Historique
L'édifice est inscrit au titre des monuments historiques en 2002.